# Le Serment d'Anatole
Le Serment d'Anatole est un film muet français réalisé par Georges Monca et sorti en 1917. 

## Fiche technique
- Réalisation : Georges Monca
- Scénario : Paul Tigre
- Société de production : Pathé Frères
- Format : Noir et blanc - Muet - 1,33:1 - 35 mm
- Métrage : 505 m
- Genre : Court métrage
- Date de sortie : 
  - France : 8 juin 1917

## Distribution
- Gaby Morlay
- Jacques Louvigny